# フリードマン＝ダイアコニスの法則
フリードマン＝ダイアコニスの法則（フリードマン＝ダイアコニスのほうそく、英: Freedman–Diaconis rule）は、統計学において、デイヴィッド・A・フリードマンとパーシ・ダイアコニスにちなんで命名されたヒストグラムのビン（英語: bin、ヒストグラムの柱）の大きさを選択する上で利用可能な法則の1つ。この法則の公式は以下の通りである。
{\displaystyle {\text{Bin width}}=2\,{\text{IQR}}(x)n^{-1/3}\;}
ここで {\displaystyle \scriptstyle \operatorname {IQR} (x)\;}はデータの四分位範囲、{\displaystyle \scriptstyle n\;} はサンプル{\displaystyle \scriptstyle x\;} における観察された数である。

## その他のアプローチ
ビンの数の決定法に関するその他のアプローチとしてスタージェスの法則がある。この法則は空ではない約{\displaystyle \scriptstyle 1+\log _{2}n}の非常に大きなビンを用いる。法則はn が200未満のときによく機能するが、大きなn のときに不正確であることが判明している。この事に関する議論と代替法はBirgé and Rozenholc（2006）に詳しく述べられている。